# 未来進化
未来進化（みらいしんか、Future evolution）は、未来の生物の進化や生態系を描写した思弁進化の1ジャンル。思弁進化の中では人気のある分野である。

## 英語圏における歴史
このジャンルの基礎は1895年のH・G・ウェルズの小説『タイム・マシン』で既に形成されていたが、一般にはドゥーガル・ディクソンによる1981年の著書『アフターマン』で確立されたとみなされている。『アフターマン』では現在から5000万年後の未来の生態系が完全に写実された。後述するSFドラマ『プライミーバル』に登場したコウモリの子孫は、『アフターマン』に登場するナイトストーカーに影響されたのではないかとディクソンやダレン・ナイシュは推察している。ディクソンの3作目の思弁進化作品『マンアフターマン』（1990年）もまた未来進化の例であり、この作品では人類の未来の進化が空想されている。
古生物学者ピーター・ウォードの Future Evolution（2001年）では科学的に正しいアプローチで未来における進化パターンが予測されており、ワードは自身の予測をディクソンやウェルズの予測と対比した。彼は大量絶滅と生態系の回復のメカニズムを理解しようとした。鍵となるポイントは、多様化・種分化の率が高いチャンピオン・タクサが大量絶滅後の世界を継承するという点である。ワードはドゥーガル・ディクソンの動物群がファンタジー的あるいは気まぐれ的であり、生物は自然の傾向に合わせて同じボディプランに収束する、と指摘した古生物学者サイモン・コンウェイ・モリスの指摘を引用した。ウォードはディクソンの展望を半ば気まぐれであると論じてウェルズの『タイム・マシン』の初期草案になぞらえた一方、それにも拘わらず思弁動物学における大きなトレンドである相似進化を使い続けた。
未来進化はテレビにも進出した。ドゥーガル・ディクソンを中心に製作されたモキュメンタリーシリーズ『フューチャー・イズ・ワイルド』（2002年）では500万年後・1億年後・2億年後の世界と生物相が描写され、ディクソンが執筆した対応する書籍版も出版された。未来生物が度々登場するSFドラマ『プライミーバル』（2007 - 2011年）も製作された。『プライミーバル』第3シリーズに登場したハチ目の昆虫の子孫は、視聴者が未来生物を投稿する大会で優勝した当時の少年カリム・ナハブーが考案したものであった。
未来進化のアイディアはSF小説にも頻繁に登場する。例えばカート・ヴォネガットの1985年のSF小説『ガラパゴスの箱舟』では、アシカのような種に進化した人類の末裔の小規模なグループの進化が空想されている。スティーヴン・バクスターによる2002年のSF小説 Evolution は、5億6500万年に及ぶ人類の進化を追っており、6500万年前のトガリネズミのような哺乳類から、5億年後の人類とその生物学的・非生物学的子孫の最終的な運命までを辿っている。C・M・コセメンの2008年の著書 All Tomorrows も同様に人類の未来の進化を追っている。

## 非英語圏への広がり
2015年にはCGアーティストのマルク・ブレーと古生物学者セバスティアン・ステイエによる『驚異の未来生物: 人類が消えた1000万年後の世界』がフランスで出版され、鳥類やコウモリに代表される1000万年後の生物20種が描写された。2017年には邦訳版も出版された。
日本でも2015年に川崎悟司の著書『未来の奇妙な動物大図鑑』が出版された。収録種数は110種に達し、先述する『フューチャー・イズ・ワイルド』と同じく500万年後・1億年後・2億年後の世界を舞台としている。

## 他分野との関わり
『アフターマン』はアメリカ合衆国カリフォルニア州のカリフォルニア科学アカデミーで開催された企画展で生物のジオラマが展示されたほか、かつては日本でも同様の企画展が開催された。『驚異の未来生物: 人類が消えた1000万年後の世界』はベルギー王立自然史博物館の常設展示として登場生物が展示されている。これはいずれも無限の可能性の1つである未来生物を介し、その奥底にある生物学の原理を来館者に触れされる効果が期待された。
思弁動物学および人類種の未来進化はバイオアートにおいても重要である。